# Francesco Sartorelli
Pour les articles homonymes, voir Sartorelli.

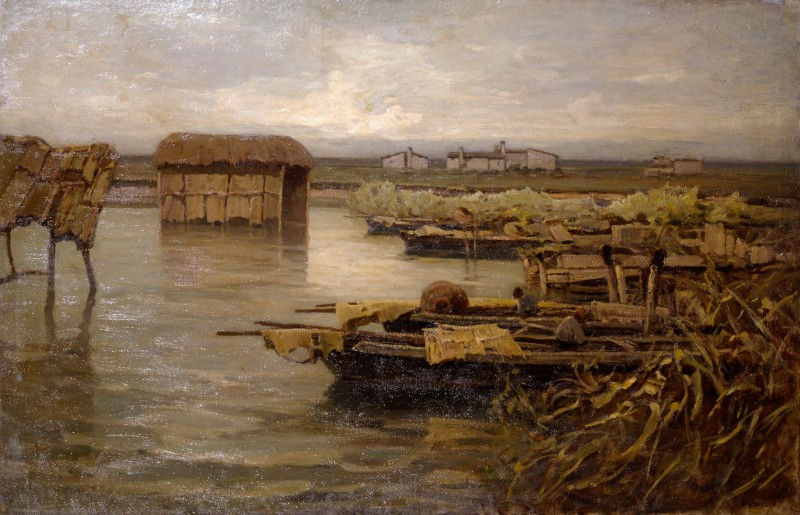
Laguna, 1915 ca. (Collections d'Art de la Fondazione Cariplo)

Francesco Sartorelli, né le 14 septembre 1856 à Cornuda dans la Province de Trieste et mort en 1939 à Udine, est un peintre italien.

## Biographie
Francesco Sartorelli est né le 14 septembre 1856 Cornuda.
Il vient d'une bonne famille, son père est avocat à Asolo et après l'école secondaire, il s'inscrit à la Faculté de Médecine de Padoue, mais il abandonne ses études vers 1875 pour participer au Conservatoire de Milan. De graves problèmes de santé le contraint à renoncer à sa carrière en tant que flûtiste et à son retour à Cornuda il commence à apprendre par lui-même la peinture. En 1889, il s'installe à Venise et se lie d'amitier avec Alessandro Milesi; la même année, il expose pour la première fois à Turin Promotrice. Il prend part à l' Esposizioni Internazionali d'Arte di Venezia à partir de la première édition de 1895. En 1900, sa peinture de paysage reçoit une  reconnaissance l'obtention du Prix Principe Umberto l'exposition Brera, suivie par la médaille d'or lors de la 8e Exposition d'Art Internationale de Munich l'année suivante. En 1903, le marchand d'art Ferruccio Stefani, qui est actif en Amérique du Sud, lui organise une exposition solo, qui s'est tenue à Buenos Aires, Montevideo et Valparaiso. Ses œuvres ont également été montré à l'Exposition International du Centenaire à Buenos Aires en 1910 et, la même année, la Biennale de Venise, consacre une salle entière à quarante-six œuvres Sartorelli. En 1924, il s'installe à Milan, où la Galleria Pesaro monte une exposition solo pour lui l'année suivante. En 1940, quelques mois après sa mort, le 23e Biennale de Venise, lui consacré une importante rétrospective organisée par son fils Carlo, qui est aussi un peintre.
Il est mort en 1939 à Udine.